# Класи-э-Тьерре
Класи-э-Тьерре́ (фр. Clacy-et-Thierret) — коммуна во Франции, находится в регионе Пикардия. Департамент коммуны — Эна. Входит в состав кантона Лан-1. Округ коммуны — Лан.
Код INSEE коммуны — 02196.

## Население
Население коммуны на 2010 год составляло 346 человек.
| 1962 | 1968 | 1975 | 1982 | 1990 | 1999 | 2010 |
| ---- | ---- | ---- | ---- | ---- | ---- | ---- |
| 261  | 360  | 372  | 342  | 359  | 304  | 346  |

## Экономика
В 2010 году среди 224 человек трудоспособного возраста (15—64 лет) 174 были экономически активными, 50 — неактивными (показатель активности — 77,7 %, в 1999 году было 68,6 %). Из 174 активных жителей работали 158 человек (81 мужчина и 77 женщин), безработных было 16 (11 мужчин и 5 женщин). Среди 50 неактивных 13 человек были учениками или студентами, 28 — пенсионерами, 9 были неактивными по другим причинам.

## Известные уроженцы
- Жадо, Янник -депутат Европарламента с 2009 до 2023 года